# Greet Hofmans
Margaretha (Greet) Hofmans , född 23 juni 1894, död 16 november 1968, var en holländsk helbrägdagörare. Under nio års tid var hon vän och rådgivare till drottning Juliana av Nederländerna, oftast på slottet Soestdijk. Hon blev drottningens förtrogna på 1950-talet men förvisades från hovet 1956 efter en affär som oftast refereras till hennes namn, Greet Hofmans-affären.

## De tidiga åren
Greet Hofmans föddes 1894 som äldsta dotter till Frits Hofmans och Hermien Penner. Hon började arbeta som hembiträde hos en familj i Amsterdam och från 1914 tog hon även hand om sin mor som led av paraplegi fram till dennas död 1929. Liksom drottning Juliana var Greet Hofmans en stor beundrare av Jiddu Krishnamurti, som höll möten i sitt läger i Ommen från 1924 till 1930. Efter moderns död anslöt sig Greet Hofmans till Teosofiska samfundet och deltog vid deras möten. Under andra världskriget mötte hon J.W. Kaiser som introducerade henne för ockultism och det paranormala. Enligt egen utsaga mottog hon den 2 mars 1946 ett "budskap" om att hjälpa andra. Hon hävdade att hon upptäckte sin kraft av en händelse när hon healade en ung pojke med tuberkulos. Hon vägleddes av anden efter en man vid namn M. Exler, som hade dött 1939.
Hofmans började resa runt i Nederländerna för att sprida Exlers budskap och hon flyttade till och med till Exlers hemstad för att följa i hans fotspår. I Hattem fortsatte hon med sin paranormala healing och snart flockades hundratals av sjuka människor kring henne. Hofmans bodde i en stuga nära slottet Molecaten, som ägdes av baronessan Adolphine Agneta Groeninx van Zoelen-Van Heeckeren. Baronessan tillhörde Hofmans beundrare och skulle senare komma att bli ansvarig för drottning Julianas hovstat. Hennes son Walraven van Heeckeren van Molecaten blev 1950 drottningens privatsekreterare men i samband med "Greet Hofmans-affären" 1956 tvingades både han och modern att avgå från sina positioner.

## "Greet Hofmans-affären"

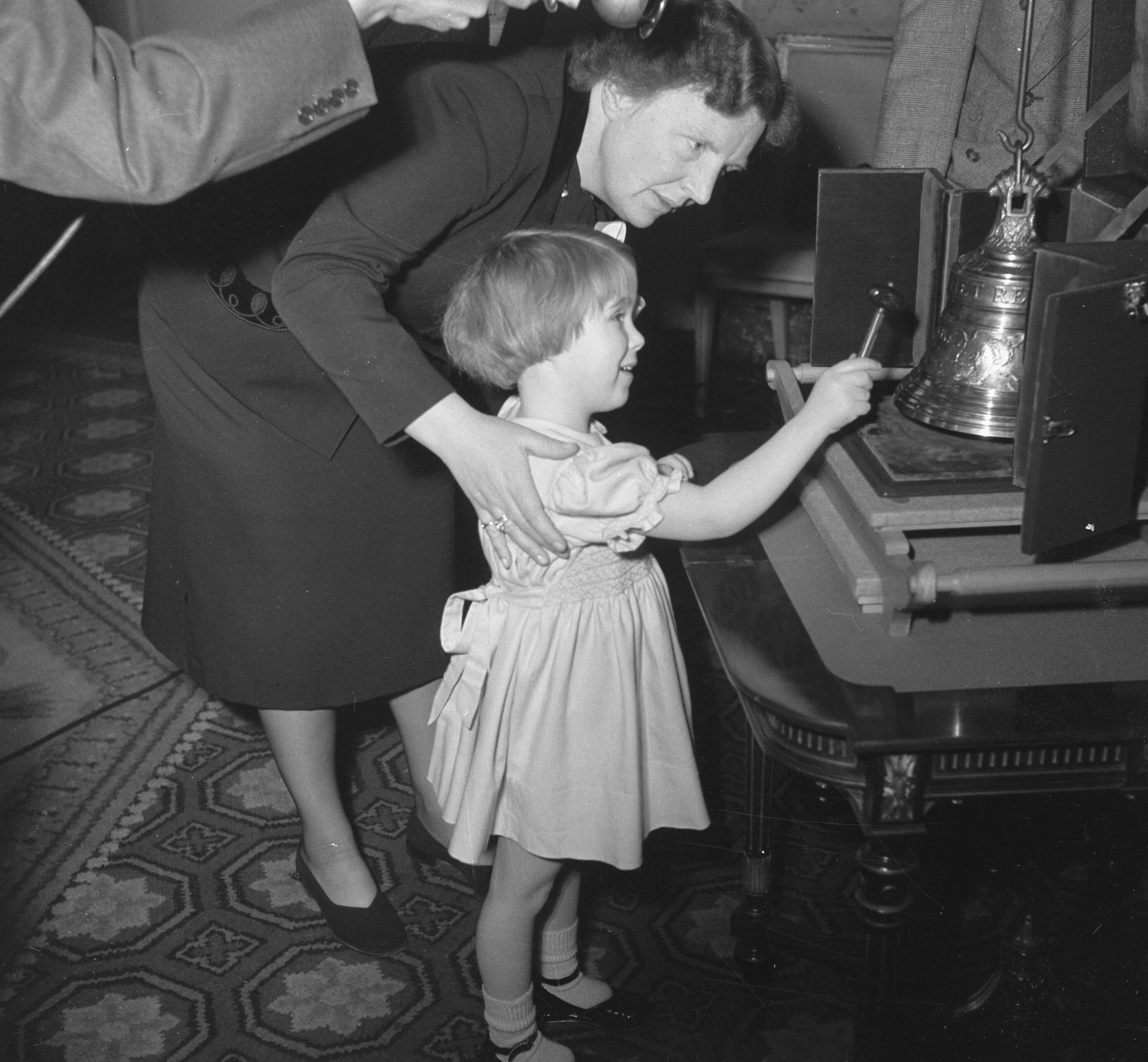
Drottning Juliana med dottern Christina 1952

Dåvarande prinsessan Juliana hade 1947 fött sin fjärde dotter Marijike Christina (senare endast Prinsessan Christina). Under graviditeten hade prinsessan Juliana smittats med röda hund och Christina föddes med svåra synsvårigheter: på det vänstra ögat var hon helt blind medan det högra var mycket dimmigt. Prinsessan Juliana hade svåra skuldkänslor över situationen och försökte rädda dotterns syn. En ögonläkare lyckades operera det högra ögat men kunde inte ge några garantier för att dottern eventuellt även skulle komma att bli blind på det ögat. Händelsen försatte drottningen i en svår livskris och hon hämtade kraft i sin religiösa tro. Omkring 1947-1948 samlade hon en vänkrets runt sig som regelbundet träffades i Baarn. Där uppstod idén om en "andlig fredskonferens". Grundtanken var att ända sedan mänskligheten hade övergett erkännandet att Gud var skaparen av himmel och jord, befanns sig världen i nöd. Att överlämna sig till Guds nåd var en förutsättning för att återställa relationen med Skaparen och föra världsfreden närmare.
Julianas make prins Bernhard hörde talas om Greet Hofmans omkring 1947 eller 1948 genom kontakter med baronessan Van Heeckeren. Han föreslog för sin hustru att de skulle invitera Hofmans till Soestdijk, men Juliana sände först en väninna att möta henne. 1948 kom Hofmans till Soestdijk. Vid samma tid hade Juliana blivit regerande drottning efter modern Vilhelminas abdikation. Förutom sina svåra skuldkänslor kände sig den nya drottningen ensam i fullgörandet av sin stora uppgift. Med Greet Hofmans fanns det omedelbart en stor samhörighet med hennes andliga idéer. Hofmans lovade genast att inte endast heala det sjuka ögat men även det "döda" vänstra ögat. Hennes självsäkerhet imponerade på drottningen, som kunde ha gjort vad som helst för sin dotter. Alltmedan Greet Hofmans inflytelse vid hovet växte, så blev hon nära vän till drottningen och snart utökades vänkretsen. Prins Bernhard insåg snart att det hade varit ett stort misstag att bjuda in Hofmans till Soestdijk. Han sa till henne att hon var tvungen att flytta därifrån, vilket endast orsakade ilska från drottningen. Efter hand ville fler personer avlägsna henne helt från hovet men drottningen vägrade att lyssna. Hofmans inflytande vid hovet var till en början begränsat till samtal mellan drottningen och bönehelaren, där råd gavs som hade en mycket inhemsk karaktär. 
Sommaren 1951 utökade Hofmans sitt inflytande genom att samorganisera de så kallade "Oude Loo-konferenserna", där deltagarna pratade med varandra om ekumeniska och religiösa ämnen. Många gäster lyssnade på tal av inhemska och utländska talare och debatterade med varandra om skapandet av en universell religion. Drottning Juliana blev alltmer imponerad av de pacifistiska idéerna och tog alltmer fram dem. Hofmans var tillgänglig för konsultationer där men spelade ingen roll i de internationella debatterna eftersom hon inte talade engelska. Presidentfrun Eleanor Roosevelt – som motvilligt hade deltagit vid den andra konferensen - hänvisade till deltagarna som en hop "fanatiker". Situationen var bekymmersam inte bara när det gällde Hofmans ockultism men även då man fruktade att hon påverkade drottningen i politiska ärenden med sina pacifistiska åsikter. Detta orsakade en kris i kungafamiljen eftersom prins Bernhard under denna period av det kalla kriget, i enlighet med den amerikanska regeringens vision, förespråkade en stark beväpning och en stark Nato-politik kopplad till USA.  

### Regeringskris och politisk skandal

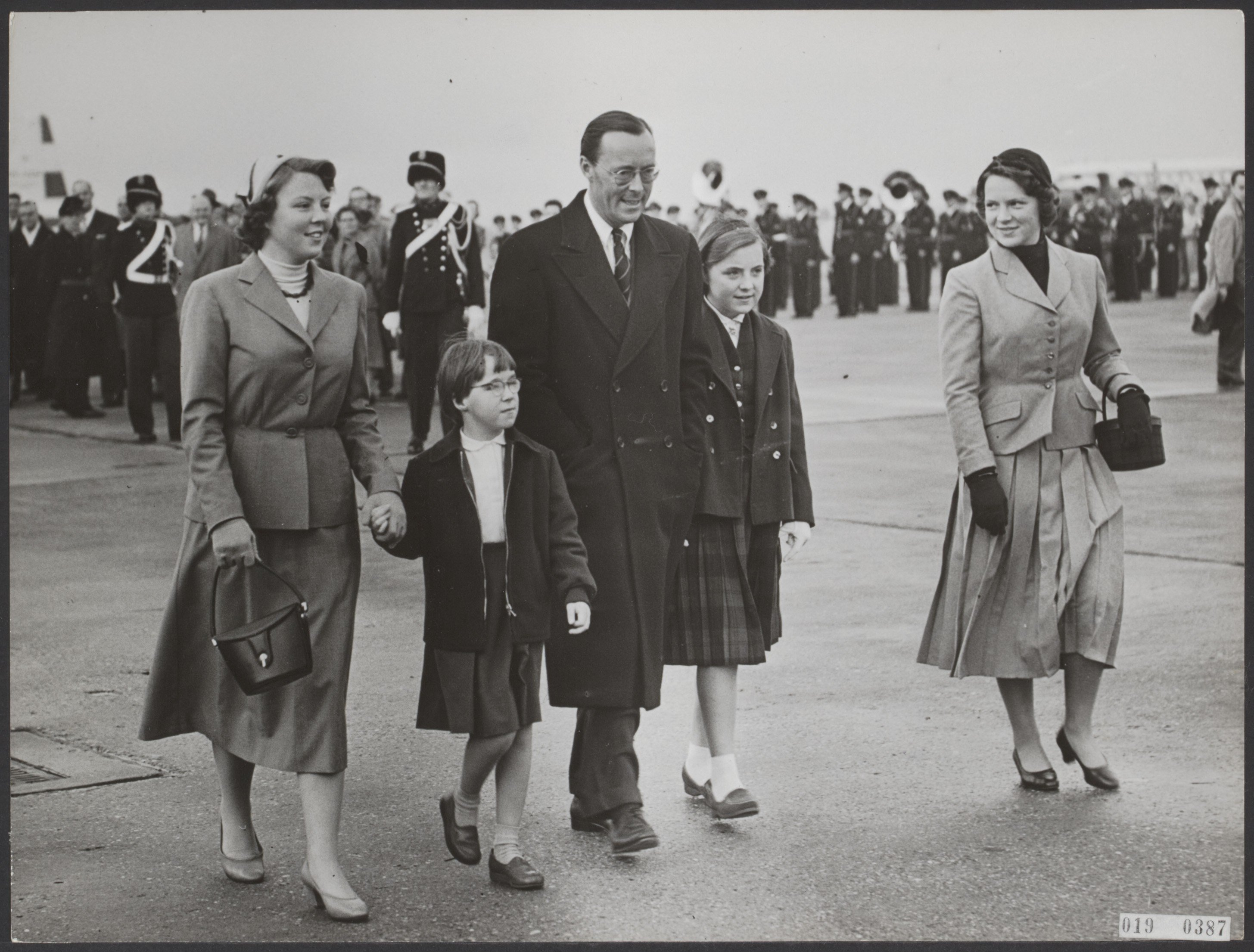
Prins Bernhard med sina fyra döttrar: Beatrix, Christina, Margriet och Irene 1955.

Hofmans drevs ut från Soestdijk av prins Bernhard och drog sig tillbaka till slottet Het Loo, där ex-drottning Vilhelmina bodde och som redan var positivt inställd till Hofmans och hennes tankar. Varje dag for drottning Juliana till slottet för att samtala med modern och Hofmans. Krisen delade det holländska hovet i två läger. På ena sidan befann sig drottning Juliana, modern och andra beundrare av Hofmans. På andra sidan var prins Bernhard, hans lojala hovfunktionärer och hans döttrar, däribland kronprinsessan Beatrix. Möjligheten till en abdikation utfärdades. Ex-drottning Vilhelmina meddelade då att hon ville ta det holländska folket som vittne, vilket ingen önskade eftersom fallet hittills var begränsat till välinformerade kretsar. Av rädsla för att behöva stå till svars för monarkens handlingar inför parlamentet avgick regeringen och utlyste nyval vintern 1956. Men när dessa hade var avklarade uppstod ingen regeringsmajoritet, inget parti eller koalition ville svara för drottningens handlingar så länge Hofmans vägledde henne. 
Det var inte förrän 1956 som affären hamnade på tidningarnas löpsedlar. Prins Bernhard hade sett sitt äktenskap gå i kras och var även tillsagd av sin hustru att flytta hem till sin mor för gott. En skilsmässa var inte uteslutet men otänkbart. Prinsen slog tillbaka med hjälp av den tyska tidskriften Der Spiegel. Den 13 juni publicerade tidskriften en artikel med titeln "Zwischen Königin und Rasputin" (Mellan drottning och Rasputin). Detta följdes av många fler publikationer i utländsk press. Som han själv medgav i en postum intervju var prins Bernhard informatör för veckotidningen, med vilken han försökte uppnå att denna publikation skulle leda till att alla kontakter med Hofmans, som han redan hade avlägsnat från Soestdijk-palatset 1950, upphörde. Han ville också att ett antal domstolstjänstemän som hade starka band till henne skulle avlägsnas.
Premiärminister Willem Drees censurerade artikeln i Der Spiegel och tillsatte den 28 juni en undersökningskommitté, Beelkommittéen, bestående av de tidigare ministrarna Louis Beel och Pieter Sjoerds Gerbrandy. De kom fram till att Hofmans borde avlägsnas från hovet och att den kungliga hovstaten måste omorganiseras. Juliana var till en början motvillig till att låta sin vän försvinna och det verkade som om hon även var ovillig till att följa upp de beslut som kommittéen hade gjort. Men Hofmans besökte hovet sista gången i slutet av augusti. I sitt jultal 1956 berörde drottningen endast kort den situation som hade påverkat henne så mycket med orden "Varför attackerar en del människor andra med oärliga medel och med osanna påståenden?"

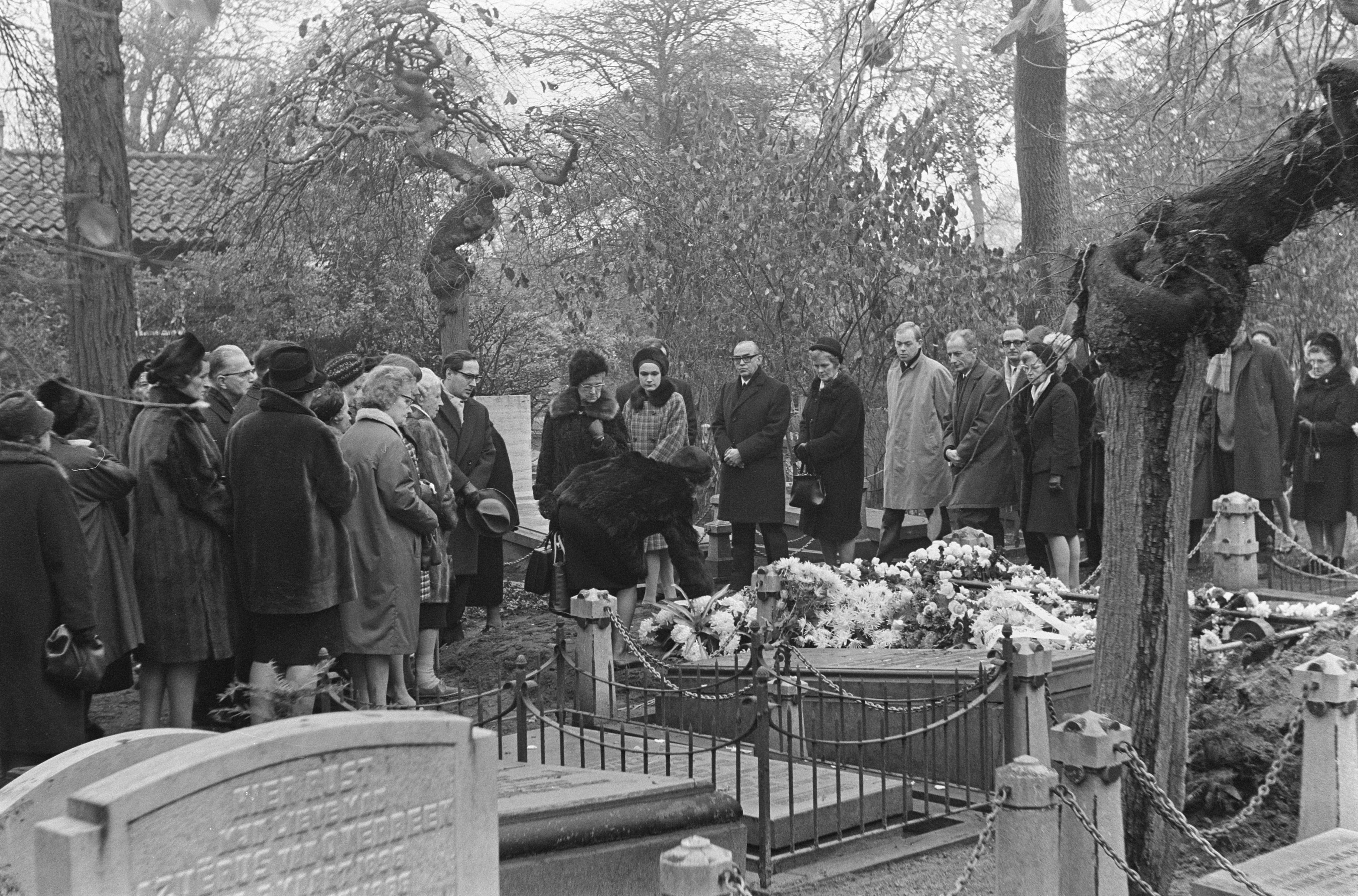
Greet Hofmans begravning 1968

Drottning Juliana och Hofmans möttes aldrig mer efter detta och hennes sällskap av likatänkande försvann efter hand från hovet. Greet Hofmans fortsatte sin verksamhet på olika platser i Baarn och i Amsterdam. Hon fortsatte att praktisera healing och helbrägdagörelser, om än dock inte i samma skala, särskilt inte efter att hon drabbats av en skallfraktur i samband med en bilkrock. Hon fortsatte även med så kallade "Open Field" -möten fram till 1967. Ända fram till sin död hade hon en stor skara beundrare från samhällets höga kretsar som i henne såg personifieringen av det ideala livet: nykter, fredlig, osjälvisk och fokuserad på sina medmänniskor. Andra såg emellertid i henne en charlatan, en intrigmakerska, en farlig häxa eller i bästa fall en naiv figur. Föreningen Vereniging tegen de Kwakzalverij (Förening mot kvacksalveri) har rankat Hofmans på 14:e plats av 20 av 1900-talets charlataner i Nederländerna.
Hofmans dog av cancer den 16 november 1968, efter att ha vägrat behandling, och ligger begravd på Zorgvlieds kyrkogård i Amsterdam.

## Fasseur-studien
År 2004 var resultaten av Beelkommittéen av fortfarande hemliga. Den 7 februari samma år skrev prins Bernhard följande i ett öppet brev till tidningen De Volkskrant:
"När det gäller den så kallade Hofmansaffären vill jag påminna er om att Beelkommittéen genomförde en uttömmande undersökning av detta 1956. Utskottets betänkande är ännu inte offentligt av formella skäl, så det räcker med att uttrycka mitt förtroende för att utlämnandet i sinom tid kommer att belysa vilken roll alla som är inblandade i denna komplicerade fråga spelar."
I augusti 2005 gav drottning Beatrix historikern Cees Fasseur tillstånd att konsultera alla de kungliga arkiven om Hofmans-fallet och att sätta sina fynd på pränt. Riksdagsledamoten Ella Kalsbeek (PvdA) lämnade i december 2004 in en motion om att Kungahusets arkiv är ett privat arkiv som arkivlagen ska tillämpas på. Hon föreslog därför att alla handlingar som (delvis) rör statschefens utövande av sin funktion skulle överföras till Riksarkivet. Motionen antogs den 25 januari 2005. Historikern Lambert Giebels gick till regeringen för att få tillgång till dokumenten, men de styrande beslutade att dokument från kungahusets privata arkiv inte behöver offentliggöras.
Den 11 november 2008 offentliggjordes Beelkommitténs rapport som en bilaga till boken "Juliana & Bernhard. Story of a marriage, 1936–1956" av Fasseur. Författaren avslöjade att Hofmans lämnade det holländska hovet 1956 efter att ha fått ett brev där det stod att både hon och drottningens privatsekreterare Walraven van Heeckeren skulle "avrättas om hon inte gav sig av 'frivilligt'." Det anonyma brevets existens, signerat av "Aktionskommittéen", hade varit hemligt ända till boken publicerades. Det var emellertid känt att två före detta medlemmar av motståndsrörelsen hade skrivit ett brev till drottning Julianas mor Vilhelmina och antytt en våldsam lösning på krisen inom kungahuset på grund av Hofmans närhet till drottningen.
Fasseur sa att han inte visste om prins Bernhard, som hade nära förbindelser med den forna motståndsrörelsen, kände till mordhotet eller om han till och med gav order om att sända det. Fasseurs scoop väckte förvåning och förbittring hos historiker Lambert Giebels, som skrivit en biografi om den tidigare premiärministern Beel. Giebels: "Det är en märklig fråga om att bevilja. Kungahusets arkiv är ett privat arkiv. Drottning Beatrix fick förtroende för Cees Fasseur efter att han skrev biografin om Vilhelmina. De har känt varandra i flera år. Hon har gett honom exklusiv tillgång."
Efter publiceringen av studien rapporterade den tidigare journalisten Friso Endt, som var redaktör på Het Parool från 1945 till 1972 och spelade en viktig roll i publiciteten kring affären 1956:
Under Hofmansaffären cirkulerade historien om att CIA-chefen Allen Dulles hade rest till Soestdijk för att varna prinsen om den kommunistiska fara som böneläkaren skulle utgöra. Bernhard trodde på det senare, även om det var ett påhitt. Hofmans var inte en agent för Moskva. När jag frågade Bernhard några år senare sa han: "Jag kan inte kommentera det." "Du säger inte att det inte är sant", sa jag. "Ah, det kan jag verkligen inte kommentera", var det upprepade svaret. Ingen bekräftelse, men inget förnekande heller.

### Walraven Van Heeckeren
Efter att ha avskedats som drottningens privatsekreterare den 1 januari 1957 arbetade van Heeckeren fram till sin död 2001 på att skriva ner sina minnen. Journalisten Henk Lunshof hade den 11 oktober 1956 ett tre timmar långt samtal med honom under förutsättning att sammankomsten förblev hemlig. Efter Lunshofs död 1978 blev anteckningarna offentliga när de överfördes till Internationaal Instituut voor Sociale Geschiedenis i Amsterdam 2008.
I anteckningarna uttrycker sig van Heeckeren mycket negativt om medlemmarna i Beelkommittén. Han kallade Beel "grundligt korrupt" och prinsessan Beatrix en "ras-intrigant". Han uttryckte sig också ganska negativt om prins Bernhard och hans mor prinsessan Armgard. Efter avskedandet såg varken van Heeckeren eller hans mor drottningen igen; endast hustrun Rita van Heeckeren-Nitschmann mötte drottning Juliana 1992 när den senare besökte henne i Zeist. Även efter Greet Hofmans död fortsatte Walraven och hans fru det missionsarbete de utförde tillsammans. De var involverade i olika idealistiska grundvalar som "Landgoed Molecaten", "Open Veldwerk" och ́"Dienst en Ruimte".

## Återupprättelse av drottning Juliana
Den 24 juni 2015 lade Han van Bree fram en avhandling (De geest van het Oude Loo. Juliana en haar vriendenkring 1947-1957) vid universitetet i Leiden. I den hävdade han att drottning Juliana inte var en instabil monark och inte befann sig under påverkan av Greet Hofmans. Vidare att hennes vänkrets av religiösa personer inte var en sekt med politisk agenda.
Van Bree sammanfattar sin undersökning:
Juliana var inget passivt offer. Hennes korrespondens och konferensrapporter visar att hon intog en kritisk hållning och var en frispråkig deltagare i diskussionerna.
Han fann inga bevis för att Greet Hofmans skulle ha varit en farlig intrigmakerska, någon sorts Rasputin: "Det råder en påfallande diskrepans mellan personen och folks uppfattning om henne. Hofmans framställde sig som någon som befann sig i kontakt med en högre makt, men samtidigt betonade hon alltid att var och en måste göra sina egna val." van Bree är den förste historiker som har studerat affären utifrån drottnings perspektiv, hennes vänner och avskedade hovfunktionärer. För att göra detta undersökte van Bree tidigare opublicerat arkivmaterial på slottet Oude Loo, samt korrespondens mellan drottningen och andra involverade vid tiden. Han talade dessutom med före detta anställda på slotten, gamla vänner till drottningen och ättlingar till de inblandade. Efter genomgångna analyser av allt material avfärdar han teorin att gruppen var ute efter politisk makt. "Deltagarna diskuterade vad Guds mening med världen var och ansåg att människan bör vara ödmjuk. De ivrade för pacifism, men det var endast en religiös och andlig mission, inte en politisk."

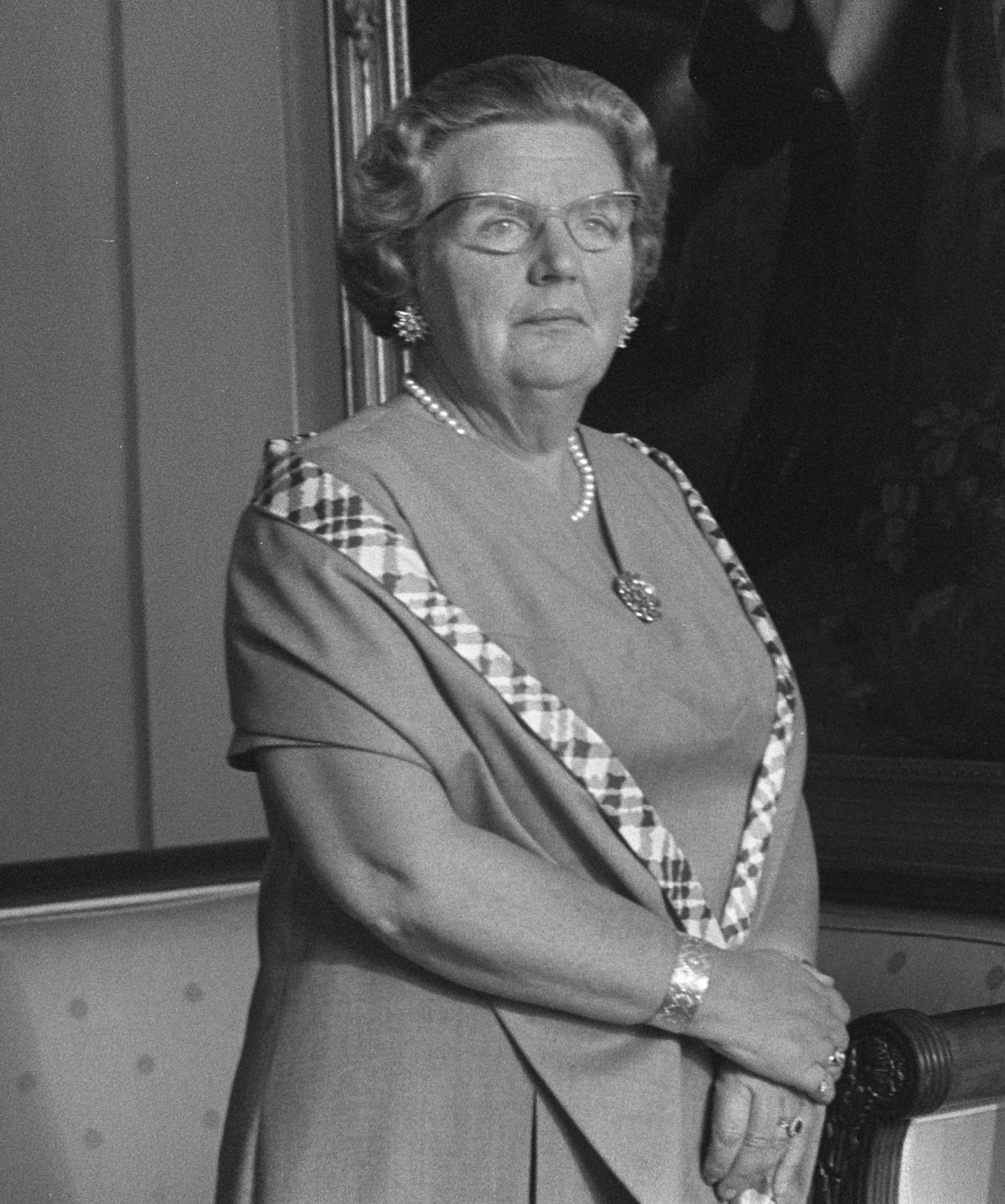
Drottning Juliana 1970

Äktenskapet mellan Juliana och Bernhard hade vid tiden blivit ett "slags privat kallt krig". Hon tog inte längre upp hans utomäktenskapliga eskapader, han brydde sig inte mycket om dem och kallade sin maka för den "stora vita elefanten" inom privata kretsar. Prinsgemålen var också i krig med Julianas vänner. De fördömde öppet hans promiskuösa beteende. 1954 var prinsen med att instifta och anordna diskussionsklubben Bilderberggruppen. Syftet var att förbättra atmosfären inom den transatlantiska alliansen och främja det europeiska samarbetet. Juliana ansåg att de "rabiata antikommunisternas" möten stred mot ministeransvaret och drog i nödbromsen vid Drees kabinett. Bernhard slog tillbaka på ett oöverträffat hårt sätt. Den 13 juni 1956 publicerades den artikel i Der Spiegel där Juliana presenterades som "eine weibliche weiche Seele" som styrdes av "überirdischen Eindrücken". Hon skulle till och med ha använt kabinettsbildningen 1956 för att "auf politischem Terrain entscheidende Postionen zu besetzen" för Hofmans. Detta gav domstolskrisen en politisk touch. Endast prinsgemålen, rapporterade Der Spiegel, höll huvudet kallt. Han hade inget att göra med det utomjordiska. Läckan avslöjades aldrig, men Juliana var övertygad om att hennes man hade förrått henne.
För att avvärja krisen gjorde drottning ett smärtsamt offer: hon bröt relationen med Hofmans, vänkretsen i Baarn och några få nära hovfunktionärer. Hon slutade att närvara vid konferenserna i Oude Loo. Många vänner reagerade med ursinne. Presenter skickades tillbaka. Väninnan Erna Mijnssen förebrådde drottningen för att hon inte stod upp för den baktalade Greet Hofmans och lät hennes personliga lycka gå före folkets. van Brees huvudfråga är: hur kom det sig att drottningen 1956 var så sårbar att hon kände sig tvungen att ge upp något som låg henne så varmt om hjärtat för att rädda sitt äktenskap och monarkin? van Bree hävdar att krisen inom kungahuset måste ses i ljuset av rådande attityder vid tiden. Kvinnor togs inte på allvar och de förväntades hålla en låg profil. Korrespondens visar att drottningens vänner uppmuntrade hennes oberoende. "Bernhard gillade inte att Juliana hade antagit en ökade oberoende linje. Det var ett hot mot honom. Även Beelkommittéen /.../ var oförmögen att uppmärksamma vad Juliana hade att säga." Beel betraktade familjen som samhällets hörnsten: mannen var familjens överhuvud, kvinnan en oförmögen varelse som behövde hans vägledning.
En annan viktig aspekt var det faktum att krisen uppstod under det kalla kriget och att prinsen var en stark förespråkare för ett ökat holländskt försvar. En lidelsefull önskan om pacifism kom snabbt att ses som en politisk inblandning, enligt van Bree. Han argumenterar att drottningen agerade långt från känslosamt. "I slutändan gjorde hon ett mycket rationellt val för att rädda både sitt äktenskap och monarkin."